# Шушинский историко-краеведческий музей
Шушинский историко-краеведческий музей (азерб. Şuşa Tarix-Diyarşünaslıq Muzeyi) — музей в городе Шуша, Азербайджан.

## История
Музей был основан в 1967 году. Параллельно со сбором экспанатов были проведены ремонтно-восстановительные работы в Верхней мечети Гевхар-аги. Открытие Музея Истории города Шуша состоялось в рамках планировавшихся в Шуше мероприятий в связи с юбилеем Моллы Панаха Вагифа в июне 1968 года. Музей стал действовать в 1969 году.
Некоторое время функционирование музея было приостановлено. В 1981 году музей был восстановлен под названием Шушинский историко-краеведческий музей.
Количество общего фонда музея доходило до 5500 экспанатов.
Музей до 1989 года был расположен в Верхней мечети Гевхар-аги. Затем, в связи с восстановлением мечетей, планировалось вывезти музей из мечети и построить для музея новое здание.
Музей был закрыт 8 мая 1992 года в связи с взятием Шуши под армянскими войсками. 28 мая властями непризнанной Нагорно-Карабахской Республики в здании дома Мехмандаровых был открыт армянский Историко-краеведческий музей Шуши, который в 2014 году был переименован в музей истории города Шуша и действовал до восстановления контроля Азербайджана над городом 8 ноября 2020 года.

## Экспозиция
В период образования музея в экспозиции музея было представлено более 2500 экспонатов. В музее хранились предметы, связанные с историей города, редкие фотографии, отражающие историю города Шуши, документы XIX и начала XX веков, схемы, макеты и фотографии исторических домов, построенных в Шуше в XVIII и XIX веках. Здесь были интересные стенды и экспонаты об известных азербайджанских педагогах, певцах, музыковедах и писателях, родившихся и выросших в городе Шуша. В отделе декоративно-прикладного искусства хранились ценные предметы искусства, ковши, горшечные наборы, гончарные изделия, ковры, коврики, образцы художественного текстиля, сотканные в Шуше и окрестных селах. В музее также экспонировались материалы, собранные в связи с юбилеем Молла Панах Вагифа.
В музее приоритет отдан моментам, связанным с созданием Карабахского ханства. В 1981 году в выставочном фонде музея хранилось 2792 экспоната. В 1980 году к музею, обслуживающему 53 000 человек, добавилось еще 500 экспонатов. Позже средства, выделенные Министерством культуры, а также количество экспонатов, добровольно переданных музею населением, увеличились до 5500. Из них 3500 ценных экспонатов, принадлежавших к основному фонду, и 2000 — к вспомогательному фонду.
В музее экспонировались картины русского художника В. Верещагина во время его пребывания в Шуше в 1864 году и неразорвавшийся 43-килограммовый артиллерийский снаряд и пушечные ядра, которыми забрасывали крепостные стены во время штурма Шуши в 1795 году войска правителя Ирана Ага Мухаммед шаха Каджара. Также в экспозиции были стенды, посвящённые борьбе шушинцев за установление советской власти и героизму местных жителей во Второй мировой войне.